# Гошко, Валерий Семёнович
Валерий Семёнович Гошко (род. 27 июня 1945 года, Кострома, РСФСР, СССР) — советский и российский художник-график, народный художник Российской Федерации (2018), почётный член Российской академии художеств (2014).

## Биография
Родился 27 июня 1945 года в Костроме, до 1965 года проживал в Молдавии, живёт и работает в Москве.
Выпускник художественной школы Кишинева, в 1971 году — окончил Московский технологический институт по специальности «художник-модельер», занимается книжной и станковой графикой.
С 1976 года — член Московского союза художников, член правления Объединения станковой графики московского Союза художников, член графической комиссии Союза художников России.
В 2014 году — избран почётным членом Российской академии художеств.

## Творческая деятельность
Автор иллюстраций к произведениям российской и зарубежной литературной классиски, сказкам, произведениям писатей-фантастов, среди них «Господа Головлевы» М. Е. Салтыкова-Щедрина (1979 г.), «Три толстяка» Ю. Олеши (1979 г.), «Деревня. Повести и рассказы И. Бунина» (1981 г.), «Робинзон Крузо» Д. Дефо (1981 г.), сборник «Зарубежный детектив-85» (1985 г.), «Сказки матушки Гусыни» Ш. Перро (1991 г.), «Неназначенный встречи» Аркадия и Бориса Стругацких и других.
Среди станковых работ серии, выполненные в технике цветной литографии: «Старые дагерротипы» (2010 г.), «Старые открытки» (2008 г.), «Театральный сезон» (2012 г.) и др.
С 1973 года — участник московских, зональных, всероссийских, всесоюзных, зарубежных и международных выставок, конкурсов и биеннале.
Персональные выставки: Москва, Россия (1984, 1993, 1994 гг.), Варшава, Польша (1988 г.), Муниципальный зал Мелиньянго, Милан Италия (1998 г.), Выставочный зал на Кузнецком мосту, 20, Москва, Россия (2001 г.), Центральный Дом Художника, Москва, Россия (2003 г.), Международный художественный салон, ЦДХ, Москва, Россия (2007 г.).
Работы представлены в музейных собраниях, а также в частных коллекциях России и зарубежных стран.

## Награды
- Народный художник Российской Федерации (2018)[1]
- Заслуженный художник Российской Федерации (1999)[2]
- медаль Союза художников Болгарии (1986) — за триптих «Год Кирилла и Мефодия»
- диплом Международной триеннале рисунка в Нюрнберге (1979)
- Золотая медаль Российской академии художеств (2002)